# 今日香港，明日臺灣，後天沖繩
今日香港，明日臺灣，後天沖繩是形容習近平新時代中國擴張的用語。它表達了中國共產黨在香港與台灣的政治、安全保障、經濟、自主權、民族主義、滲透等情勢，對沖繩也可能產生影響。在台灣媒體中，這一說法被解讀為「香港之後，中國將會入侵台灣，接著是日本的沖繩」並進行報導。
該語句源於在太陽花學運與雨傘運動中常用的「今日香港，明日台灣」，之後被引入日語中。這個口號主要用於日本的討論中。

## 概要
反對逃犯條例修訂草案運動之後，美中冷戰加劇，以及中國海警局的武器使用權限明確規定於《中华人民共和国海警法》的施行等背景下，東亞局勢日益緊張。這個時期「今日の香港，明日の台湾，明後日の沖縄」的口號傳入日本，並逐漸被名人與報刊引用和使用。在台灣，繁體字的「今日香港，明日台灣，後天沖繩」也出現在新聞報導中。
除了「今日的香港，明日的台灣，後天的沖繩」，還有其他的變體，如基於新疆再教育營的「昨日的維吾爾，今日的香港，明日的台灣」以及「今日的香港，明日的台灣，後天的日本」等口號亦有出現'。
網路上還流傳著一幅插畫，畫中「死神」穿著五星紅旗，逐一敲著標有「維吾爾」、「西藏」、「香港」、「台灣」、「沖繩」及「北海道」字樣的門。

### 日本保守言論的提及
根據產經新聞出版書籍編輯部的報導，「今日香港，明日台灣，後天沖繩」這一口號曾在門田隆將的討論節目中於YouTube上公開。
根據太田文雄的說法，中國共產黨機關報《人民日報》系的《環球時報》曾刊登一篇文章，稱「2006年3月4日，沖繩進行了公投，結果顯示75%的居民要求獨立，並要求恢復與中國的自由交流，而剩下的25%則希望留在日本，但要求自治。」太田藉由「今日香港，明日台灣，後天沖繩」這句話，談及中國人對沖繩的認識。該報導基於唐淳風的理論，並提到中國有一個名為「中華民族琉球特別自治區準備委員會」的組織，主張沖繩屬於中國。
長島昭久在提到香港局勢時，引用了「今日香港，明日台灣，後天沖繩」這句話，強調了自由開放的印太戰略的重要性。
2020年11月17日，由亞洲地方議員論壇執行委員會主辦的「思考香港、台灣與沖繩論壇」上，英國前外交部官員帕特里克·斯普蘭特（Patrick Sprunt）、台灣前台北市議員林晉章、沖繩石垣市議員砥板芳行、日本眾議員兼防衛副大臣中山泰秀，以及櫻井良子等人參加了討論。砥板提到，台灣與日本曾在釣魚台（尖閣諸島）問題上有過摩擦，但最終以和平解決。他主張應該引導中國遵守人權與法治，走向國際協調主義。另一方面，斯普蘭特則認為順序應該是釣魚台（尖閣諸島）先，然後才是沖繩。
黃文雄認為「中國的目標是，香港之後是台灣，接下來就是沖繩」。
蔡英文後援會成員趙中正表示：「共產黨的獠牙，必然會在香港之後指向台灣，再來就是日本。今天在香港發生的事，明天可能發生在台灣，後天可能會發生在沖繩。」
金美齡表示「日台是命運共同體」，並強調「日本與台灣同在」，這不僅是拯救台灣，也是拯救日本。她呼籲大家在中國共產黨成立百年之際，銘記「今日香港，明日台灣，後天沖繩」這句話。
2021年5月18日，在香港國際聯合陣線與奶茶聯盟討論會上，日本維吾爾協會理事Kerimu Aḥmad針對「今日香港，明日台灣，後天沖繩」這句話發表了評論。他指出：「中共為了自身利益，拘禁、拷打了數百萬人，摧毀了傳統文化。這樣的政權不僅在國內這樣做，也會對外國這樣做。不能輕視他們。」

### 日本自由派言論的提及
在自由派的言論中，香港、台灣與沖繩經常被提及，並與美軍基地問題或普天間基地搬遷問題相聯繫，討論其被中國政府與日本政府剝奪自治權的情況。2020年7月11日舉行的「與香港、台灣、沖繩的年輕人一起思考《香港國家安全法》」的線上討論會上，阿古智子、伯川星矢、小松俊、元山仁士郎等人參加了討論。元山仁士郎主張沖繩的自治權。
2021年4月3日，「香港、台灣、沖繩，還有『日本』－想像新世界的線上對話」討論會上，吳叡人、松島泰勝、深尾葉子和駒込武展開了討論。松島泰勝主張琉球民族的自決權，而吳叡人則從現實主義的角度支持自由開放的印度-太平洋。
野嶋剛認為，香港與台灣是中國與包括日本在內的外國如何應對的「坑道中的金絲雀」。他提到「前天的西藏、維吾爾，昨天的香港，今天的烏克蘭，明天的台灣，後天的日本」。

### 日本境外的提及
2014年7月，中國民主活動家陳破空針對中國共產黨對外強硬姿態顯著的現象表示：「在東海對日本施加壓力，在南海對印度和菲律賓加大壓力，這是從內部的獨裁轉變為對外的獨裁」，並提到了維吾爾、西藏和天安門事件等內部的獨裁情況。
2019年9月3日，香港媒體《香港01》介紹了漫畫家清水智美的漫畫《我的故事——一位維吾爾族女性的證詞》，該漫畫講述了米哈古勒·圖爾遜（Mihrigul Tursun）在新疆維吾爾再教育營的經歷，並提到「今天維吾爾，明天香港，後天沖繩」這句話在網民之間流傳。
2020年1月13日，風傳媒報導了北約（NATO）團結的歐洲安全形勢，並與依賴《日美安保條約》、《美韓相互防禦條約》、《澳新美安全條約》（ANZUS）、《台灣關係法》等個別條約和法律的東亞安全形勢進行對比，報導提到「今日香港，明日台灣，後天沖繩」這句話已在日本廣泛流傳。
2020年9月18日，產經新聞台北支局長矢板明夫在台灣媒體年代電視台上節目時，介紹了《正論》2020年1月號的增刊《台灣危機》，並提到這句話。
2021年3月28日，香港英文報紙《南華早報》（South China Morning Post）指出，一旦中國攻擊台灣，駐日美軍基地也有可能成為攻擊目標。
2021年5月18日，劉仲敬針對「今日香港，明日台灣，後天沖繩」這句話表示，其實是「昨日上海，前日南粵」，並提出諸夏主義認為取回國家主權才是東亞穩定的關鍵。
2021年10月19日，印度政策研究中心教授Brahma Chellaney表示，一旦台灣被佔領，對於具有重要戰略意義的地區的航行自由將受到損害，並且印太地區的力量平衡將會改變，他還指出「下一個可能就是沖繩」。
2021年11月1日，台灣駐日代表處助理陳銘俊曾擔任台北駐波士頓經濟文化辦事處副處長及台灣總統府機要室主任，他表示：「日本和台灣一直在互相幫助。民調顯示，台灣人最喜歡的國家始終是日本。儘管中國承諾將在50年間保持『一國兩制』，但最終剝奪了香港的自由。那時人們耳語的『昨日維吾爾，今日香港，明日台灣，後天沖繩和九州』如今似乎變得越來越現實。」。
2021年11月26日，澳大利亞國防部長Peter Dutton表示：「一旦台灣被佔領，接下來的目標必然是尖閣諸島」，他指出，如果中國通過武力成功控制台灣，那麼接下來將是沖繩縣的尖閣諸島。
2021年12月16日，台灣國防安全研究院研究員王尊彥談到日本在西南諸島部署自衛隊的問題時表示：「日本和台灣都面臨中國的威脅。當香港問題爆發時，人們就提出了『明日台灣，後天日本』這一說法。防衛合作與情報交換對於雙方都非常重要。日本國內對台灣危機的關注增強，台灣人民對此表示感謝。」。
2022年1月6日，美國哈德遜研究所亞太安全主席Patrick Cronin表示：「我曾直接聽到中國共產黨高層說『沖繩是中國的一部分』。」。
2022年10月7日，台灣國防部智庫國防安全研究院發表報告指出，沖繩縣民眾對中國軍備擴張感到不安，報告指出「一旦台灣被控制，沖繩將成為中國政府展示其對沖繩野心的踏板，沖繩的命運將因台灣局勢的變化而受到影響」。

## 中國的滲透工作

### 香港
1967年，香港發生了由受毛澤東發動文化大革命影響的左派人士發起的「六七暴動」，但由於周恩來表明「從長遠利益來看，不收回香港」的方針，暴動才得以平息。
1997年7月1日香港主權移交後，香港媒體開始受到中國資本的收購影響，加上中國企業對廣告主的考量，報導內容逐漸傾向親中。最終，反對中國政府的媒體僅剩《蘋果日報》和網絡媒體《立場新聞》等少數幾家媒體，但在2021年，《蘋果日報》創辦人黎智英因國安法案件被捕並判刑，壓力日益加劇。《蘋果日報》於2021年6月24日最終停刊。2021年12月29日，《立場新聞》也被迫停刊，相關人士被逮捕。
2014年的雨傘運動中，鎮壓香港示威的關鍵是間諜活動。中國人民解放軍在香港設立了監聽中心，從中監控電話和電子郵件，並對民主派議員派遣尾隨人員，這一真相逐漸曝光。
2019年，中共間諜王立強逃亡至澳洲，他指控亞洲電視的高層兼任中國人民解放軍的要職，並揭露香港媒體每年從中國共產黨接受5000萬人民幣的資金，進行控制。
王立強還提到，中共的主要活動之一是滲透香港的高等教育機構。透過提供獎學金、旅行補助金、校友會組織及教育基金等手段，利用中國大陸的學生進行滲透。中共還讓部分學生假裝支持香港獨立，蒐集獨派社會活動家的情報，並揭露其個人及家族背景。他還揭發了中共參與銅鑼灣書店事件。
2019年11月，香港民族黨的陳浩天向沖繩人民發出視頻信息，表示「理解追求沖繩獨立的心情，但不要相信中國」。
2021年4月，移居加拿大的周竪峰透露，他曾被迫參與針對香港民主派的間諜活動，並表示曾接到「來自有中國背景人士」的要求。
2021年5月10日，以違反國家安全法為由，9本書籍被從香港公共圖書館撤除。
2021年11月23日，曾主張香港獨立的前「學生動源」代表鍾翰林（20歲）被判處3年7個月的監禁。
2021年11月23日，香港根據中共總書記習近平指示推出了「愛國者治港」制度，規定只有通過忠誠於中國和香港的審查後才能參加選舉。結果，民主派候選人全軍覆沒，沒有一人當選。

### 台灣
在台灣，存在主張兩岸統一的政黨如中華統一促進黨及團體如中華愛國同心會，他們被認為受到中共的影響，這也是促使《反滲透法》通過的背景之一。
網絡媒體《新頭殼》揭露，2012年3月，中共福建省委副書記兼福建省長蘇樹林訪台期間，福建省政府與廈門市政府曾對《中國時報》進行「報導買賣」。由於台灣和中國福建省在文化上相似，中共中央統戰部將福建視為對台灣滲透的基地。
依賴中國經濟的旺旺集團蔡衍明於2008年收購了《中國時報》集團，隨後親中報導急劇增加。《中國時報》集團旗下的中天電視台曾多次因報導內容遭到國家通訊傳播委員會處罰。在2018年高雄市長選舉期間，有九成的報導內容與主張親中政策的韓國瑜有關。2020年12月，中天電視的播出許可證未能通過續期審查。
王立強還揭露，為了讓國民黨候選人韓國瑜當選，最終由中共控制台灣，名叫龔青的負責人曾操作台灣選舉，資助網絡公司攻擊民進黨，創建超過20萬個網絡賬戶，組建韓國瑜粉絲團，並組織學生團體。他還表示，投資了15億人民幣給中天、中視、東森及TVBS等媒體，旺旺中時是其主要盟友。

### 沖繩
2016年，日本公安調查廳發表報告，指稱中國正透過支援沖繩的分離運動來影響日本。報告指出，中國透過大學及調查中心與追求沖繩獨立的團體保持聯繫。中國有支持琉球獨立的學者如唐淳風，以及主張中國領有沖繩的中華民族琉球特別自治區籌備委員會。中國軍事評論員、曾任中國人民解放軍國防大學教授的張召忠則主張，尖閣諸島及先島諸島屬於中國領土。
根據美國智庫戰略與國際研究中心，中國在日本的影響力有限，但沖繩是其關注重點。中國官方媒體《環球時報》和《人民日報》多次發表質疑日本對沖繩主權的文章。
2019年7月，日本沖繩政策研究論壇的仲村覺指出，魏孝昌（魏孝昌為其中文名，其還有Rob Kajiwara、比嘉孝昌、梶原孝昌等名字）2019年6月在聯合國人權理事會上聲稱「日本利用沖繩戰役掩蓋對琉球人的種族屠殺」，他指出，從2012年起，中國對琉球獨立運動的影響越來越大。
同時，也有在日中國人定居沖繩，購買美軍基地或自衛隊基地附近的土地，這一現象引起防衛省、自衛隊及學者的關注。美國國會的美中經濟與安全審查委員會2016年3月報告指出，中國透過支持沖繩的親中勢力推動獨立運動，並派遣間諜潛入沖繩參與其中。
2021年6月，石垣市議員仲間均透露，他的Gmail帳號差點被「受政府支持的攻擊者」盜取，過去香港民主派的黃之鋒及本土派的梁頌恆，以及海外的記者和知名學者也曾遭遇過類似攻擊。
2021年10月，法國軍事學校戰略研究所（IRSEM）指出，中國通過推動沖繩獨立和法屬新喀里多尼亞的獨立運動，試圖削弱潛在敵國的力量。對中國而言，沖繩是其干擾日本和駐日美軍的重要戰略點。
2023年7月，台灣媒體《報導者》報導，沖繩縣知事玉城丹尼訪中期間參訪北京的琉球人墓地，可能被中共利用作為沖繩認知戰的工具。
2024年10月，日本經濟新聞的調查顯示，社群媒體上存在大量散播促進沖繩獨立假消息的資訊操作帳號，背後被懷疑是中國的資訊操作行為。這些操作帳號主要以中文向華語圈發送訊息。日經新聞利用AI工具分析後發現，這些帳號分為少數發布假消息的帳號以及大量支持和散播這些消息的帳號。發布假消息的帳號重複使用相同的影片和圖片，並將與沖繩獨立運動無關的示威活動誤導為沖繩獨立運動。而散播帳號則在散播這些帖文的同時，對表示共鳴的留言給予支持，並對反感假影片的留言進行反駁，藉此激起爭論，增加曝光並擴大傳播。
專家指出，這些操作的目的是利用社群媒體向中國國內民眾滲透中國政府的主張，未來可能也會以日文發送訊息，試圖分化日本的輿論。

### 日本本土
2021年4月20日，日本宇宙航空研究開発機構等約200家國內企業及研究機構遭到網絡攻擊，並有中國共產黨員的前中國留學生涉嫌參與而被移送司法。這起事件被懷疑與中國人民解放軍的網絡攻擊專門部隊「61419部隊」有關。2019年12月25日，東京地方檢察院逮捕了眾議院議員秋元司，原因是他涉嫌從中國企業收受賄賂，與綜合度假村（IR）項目有關。有報導指出，傳統的日中友好團體與一些新成立的、不太為人所知的日中友好團體之間也有關聯。

### 其他
澳大利亞學者Clive Hamilton《無聲入侵》，該書探討了中國對澳大利亞的滲透策略。當《無聲入侵》即將出版臺灣的中文版時，據說臺灣的出版社受到了中國當局的壓力。報導還指出，超過三分之二的澳大利亞中文媒體受到中國政府的干預，並且與中國共產黨中央統一戰線工作部有關。在澳大利亞的王立強事件中，王立強承認他參與了中國在香港、臺灣和澳大利亞的間諜活動和破壞行動。2019年，澳大利亞爆發了一起涉及中國當局試圖以100萬澳元贊助住在墨爾本的中國人參選維多利亞州奇霍姆選區議會的滲透事件，該事件引發了廣泛關注。
在加拿大，2015年譚耕成為第一位當選為加拿大下議院議員的中國籍人士。然而，2018年1月，他因接受中國商人的資助前往中國，以及向中國大使館提供協助而捲入醜聞。此外，他多次訪問中國，並與中國共產黨的政府官員有接觸。這也為《大熊貓的利爪》一書的撰寫提供了背景。
美國國防部Michael Pillsbury指出，關於中國崩潰的說法是統一戰線工作部故意散布的。

## 沖繩縣內意見分歧
在沖繩縣內，針對一些問題的看法存在分歧，尤其在離島和沖繩本島之間的意見差異顯著。根據《沖繩時報》的報導，記者大袈裟太郎曾在採訪香港時表示：「這不是左右的問題，而是自由對不自由的問題。因為這是為了保護個人權利的鬥爭，所以跟邊野古問題完全一樣。我們一起行動吧。」
另一方面，先島群島，尤其是八重山群島，由於與尖閣諸島問題息息相關，《八重山日報》指出，香港的民主派遭受壓迫的情形與「中國公船在石垣市尖閣諸島周邊威脅日本漁民並試圖擴大自身權益的行動」相似。此外，有人主張，沖繩的反基地派聲稱「中國政府強硬推動法律修正的姿態與日本政府強行推進美軍普天間機場邊野古搬遷的行為相同」，但從新聞自由的角度來看，報導指出「沖繩的反基地運動與香港的民主化運動背景完全不同」。
2020年5月8日，兩艘中國公船在尖閣諸島領海內追蹤一艘日本漁船的事件引發關注。對此，沖繩縣知事玉城丹尼在推特上表示：「中國侵略沖繩的事實並不存在」。仲新城誠提到，沖繩本島的輿論和媒體對宮古島、八重山群島等先島群島居民的冷漠態度與琉球王國時代因人頭稅制度所產生的離島歧視有關。
在沖繩縣議會中，石垣市區議員大浜一郎質疑：「知事是否從前任知事那裡繼承了對離島的輕視？『與那國島遭到知事的忽視』這樣的悲鳴聲音不斷傳來。知事的心是否也能顧及八重山？」他認為，沖繩本島和先島群島之間，圍繞著尖閣諸島問題的分歧正在加深。
在沖繩縣議會的保守派與革新派對立中，甚至出現「我們會被中國侵略」的喊話。
《八重山日報》在2020年11月28日的社論中主張：「沖繩應該比以往更加積極地發信尖閣諸島相關信息，並進一步追究香港和新疆維吾爾自治區等地的人權問題，加強與台灣的合作，這將對中國對尖閣的野心形成有效牽制。」 2020年12月5日的報導則提到了「香港之後是台灣」和「台灣有事即沖繩有事」的聲音。
2021年12月，與那國町町長糸數健一表示：「因為眼前的台灣親日，我們才能安心生活。如果台灣被中國統一，從地緣政治的角度來看，與那國島將成為像金門島那樣的存在。過去越南難民曾漂流到與那國，如果台灣發生危機，情況將遠比當時嚴重。台灣也在全力以赴。拜託，希望不要拋棄台灣。守護與那國就是守護日本，不是嗎？」糸數以支持自衛隊進駐與那國島而聞名。

## 軍事、地緣政治的觀點
根據英國皇家國防安全研究所日本特別代表秋元千明的說法，從地緣政治的角度來看，沖繩對中國海軍來說是通過「宮古島與沖繩本島之間的廣大海域」的關鍵路徑。因此，中國主張擁有沖繩部分領土，背後的軍事意圖無疑是為了確保其進出太平洋的據點。
2019年6月，日本前海上自衛隊艦隊司令官香田洋二、前美國駐沖海軍外交政策部副主任Robert D. Eldridge，以及台灣前國防部長蔡明憲與警察大學教授李明崚等日美台三國的軍事專家舉行論壇，預測如果中國對台灣發動進攻，可能會對先島群島發動軍事攻擊。
石垣市市長中山義隆在與島田勝也和浦添市長松本哲治的對談中提到，如果中國占領尖閣諸島，可能會利用尖閣諸島作為軍事攻擊台灣的據點。
日本防衛副大臣中山泰秀在美國智庫哈德遜研究所的遠程討論中形容台灣是比朋友更親密的「家人」，並表示「如果台灣發生任何事情，將直接影響沖繩縣」。中國外交部發言人抗議稱「日本應該注意在台灣問題上的言行」。
2021年7月5日，副總理兼財務大臣麻生太郎針對中國對香港的強硬統治發表評論，表示「沒有任何保證同樣的事情不會在台灣發生。當我們考慮到台灣，下一個將是沖繩」，並指出台灣海峽是日本石油及多種進出口物資的主要通道。對此，《環球時報》國際版《Global Times》警告：「只要日本越過中國的紅線，解放軍將不得不反擊」。2021年7月6日，中國外交部副發言人趙立堅指出，這種說法「錯誤且危險」，並表示：「一些日本政治家至今仍對台灣抱有貪欲，未能從歷史中汲取教訓」。台灣外交部發言人歐江安對國際社會對台海和平穩定的關注表示歡迎。
日本防衛省防衛研究所首席研究員山口信治在接受美國之音採訪時表示，中國在東海及南海頻繁進行的軍事演習對日本構成了巨大壓力，這使得日本官員逐漸接受這樣一個想法：若中國武力侵台，日本將不得不參戰。他還強調，若台灣海峽爆發戰爭，沖繩地理位置上將首當其衝，並指出在軍事上，第一島鏈的重要性日益增加。隨著美中對抗的加劇，沖繩的戰略重要性不斷上升。
山口信治認為，日美台之間的軍事合作已成為明顯需求。他指出，第一島鏈的戰略意義，以及中國對台灣海峽的軍事威脅不斷升高，為了遏制中國的侵略，日美台之間緊密的合作不可或缺。
沖繩國際大學的野添文昭在接受美國之音採訪時表示，隨著中國軍事力量的增強，美國在西太平洋的軍事優勢已不再像過去那樣顯著，日本的軍事合作變得至關重要，而其中沖繩首當其衝。他指出，若台灣發生緊急情況，日美政府必將討論如何從沖繩基地發動反擊，隨後中國很可能對嘉手納基地發動導彈攻擊，並對沖繩的各地進行網路攻擊。
自2019年以來，台灣總統蔡英文表達了希望與日本展開安全對話的意願。日本新內閣成立後，防衛大臣岸信夫通過《產經新聞》表達了期望與日美台開啟安全對話的想法。
2021年7月7日，前統合幕僚長河野克俊表示：「日本處於世界安全保障的最前線，和平解決台灣海峽問題是最大的前提，但在困難時刻支援台灣符合日本的國家利益」，他還指出，為對抗中國的海洋擴張，四方安全對話（Quad）具有軍事上的意義，不僅僅是經濟或互惠關係，更是為遏制中國海軍力量、迫使中國改變價值觀。
2021年12月1日，台灣的研究機構舉辦了一場線上演講，安倍晉三前首相在演講中表示：「台灣有事就是日本有事，也就是美日同盟的有事。習近平（中共總書記）絕對不應該誤判這一點」。同年12月15日，中國外交部發言人馬曉光回應稱：「台灣是中國的一部分，不是日本的一部分。如果繼承軍國主義衣缽，妄圖破壞中國的主權和領土完整，並隨意支持『台獨』勢力，這是錯誤的」。對此，前大阪府知事兼律師橋下徹回應說：「我們必須認真討論沖繩的應對策略。如果真的是美日同盟的緊急事態，沖繩的美軍基地肯定會成為攻擊目標」。
2022年3月5日，前自衛隊統合幕僚長河野克俊表示：「隨著中國經濟的發展，中國進軍海洋是必然的」。他還指出，沖繩及日本列島包括台灣，成為了中國擴張的障礙，「（中國）如果有機會佔領沖繩，肯定會想這麼做」。

## 2022年俄羅斯入侵烏克蘭與沖繩的關係
2022年俄羅斯入侵烏克蘭事件，也影響到日本的沖繩縣，因為日本與軍事大國中國之間存在釣魚台列嶼問題，這讓許多人認為此事與自己息息相關。由於中國明確表態支持俄羅斯的行動，這更加引發了擔憂。
森清勇提及琉球獨立運動和中華民族琉球特別自治區籌備委員會，指出俄羅斯與烏克蘭、日本與中國之間存在可怕的相似點。
安德烈·納扎倫科（Andriy Nazarenko）表示：「如果俄羅斯佔領烏克蘭，中國可能會決定入侵台灣，沖繩和日本本土也有可能成為攻擊目標。」「中國船隻在釣魚台列嶼周邊侵犯領海，朝鮮的導彈也飛向日本海。相比之下，日本處於中國、俄羅斯和朝鮮的包圍之中，局勢更加危險。」。台灣出現了「今天烏克蘭，明天台灣」的口號，並在網絡上廣泛流傳。
防衛研究所美歐俄羅斯研究室室長飯田將史指出，烏克蘭戰爭對台灣的影響取決於俄羅斯如何結束對烏克蘭的入侵。這可能加大對台灣的軍事壓力，最壞的情況是對台灣進行軍事侵略，這也關係到加強對西南諸島的防衛力量。
日本大學危機管理學部教授吉富望則指出，在戰爭情況下，沖繩很難從外地補給物資，並且可能需要應對來自台灣的難民。他預測，如果中國同時入侵台灣和沖繩，局勢將比烏克蘭更加嚴峻。
此外，由於2022年俄羅斯入侵烏克蘭的影響，支持強化自衛隊的比例增至33%，而對「西南轉移」表示認同的沖繩縣民比例也增至57%。

## 關聯、衍生
- 今日臺灣，明日香港
- 今日香港，明日臺灣